# Narella gaussi
Narella gaussi is een zachte koraalsoort uit de familie Primnoidae. De koraalsoort komt uit het geslacht Narella. Narella gaussi werd in 1912 voor het eerst wetenschappelijk beschreven door Kükenthal. 